# 네부카드네자르 2세
네부카드네자르 2세(아카드어: 𒀭𒀝𒆪𒁺𒌨𒊑𒋀 나부쿠두리우추르) 또는 느부갓네살(영어: Nebukadnessar)은 신바빌로니아 제국의 제2대 왕(재위: 기원전 604년 ~ 기원전 562년)으로, 신바빌로니아의 전성기를 이끈 왕이다. 수도 바빌론에 바빌론의 문, 마르두크 지구라트, 바빌론의 공중정원 등 여러 건축물을 세운 왕으로 유명하며 구약성서 다니엘서에서는 유대와 예루살렘을 정복한 왕으로 기록되어 있다.

## 기록
네부카드네자르는 전통적으로 네부카드네자르 대왕으로도 불리며, 유대를 정복하고 예루살렘에 있던 유대인들의 성전(聖殿)을 파괴하였는데, 성서에서는 처음엔 우상을 만들어 섬기는 행동들을 보이지만, 말년에 자신의 꿈대로 7년간의 광기 어린 생활을 당하게 되고, 그 이후 비로소 다니엘의 하느님을 깨닫게 된 후 하느님을 찬양하고 섬기라는 말을 하고 있다.
구약성서에 기록된 실존 인물인 바빌론의 왕 네부카드네자르로 구약성서의 열왕기하 24~25에는 네부카드네자르와 이집트의 파라오가 유다 왕국을 정복하기 위해 싸우는 이야기가 나온다. 승자는 네부카드네자르였는데 기원전 586년 예루살렘을 정복한 네부카드네자르의 군대는 솔로몬이 세운 유명한 성전을 파괴한 뒤 사람들을 잡아갔다. 네부카드네자르는 유다의 왕 시드기야의 눈알을 뽑아 시드기야를 소경으로 만들고 그의 아들들을 죽였다. 성전 안의 물건들도 바빌론으로 가져갔다. 유대인들이 바빌론에 잡혀간 사건을바빌론 유수라고 불렀다.
역사가들은 네부카드네자르가 기원전 605~562년에 재위했고 대규모 건축 사업을 일으켰다고 말한다. 가장 유명한 건축물은 세계 7대 불가사의의 하나로 꼽히는 바빌론의 공중정원이다. 하지만 네부카드네자르는 다른 민족을 정복하고 억압했으며, 성전을 약탈하고 불태웠다. 유대인들은 그 일을 결코 잊지 않았다. 유대인들에게 왕은 이교도 폭군의 완벽한 전형이었다. 네부카드네자르가 다스린 제국은 곧 무너져 페르시아(바사)에게 정복되었다. 페르시아는 유대인들이 고향으로 돌아가 성전을 재건할 수 있도록 해주었다. 훗날 이 지역은 그리스의 알렉산드로스 대왕에게 정복되었으며, 대왕은 기원전 323년 네부카드네자르가 세운 궁전에서 죽었다고 알려져 있다.

## 바빌론의 공중정원
바빌로니아의 공중정원은 네부카드네자르 2세 궁정에 부속된 유적으로 왕이 메디아 출신인 왕비 아마티스를 위해 만들었다고 알려져 있다. BC 500년경 만든 것으로 알려진 공중정원은 바빌론의 전설적인 바벨탑을 압도하는 뛰어난 건축물로 평가를 받아왔다.

## 같이 보기
- 바벨탑
- 바빌론

## 참고 문헌
- 『바이블 키워드』, J. 스티븐 랭, 남경태, 도서출판 들녘(2007년판)